# Down on the Upside
| Оценки критиков | Оценки критиков |
| Источник        | Оценка          |
| --------------- | --------------- |
| Allmusic        | [ 1 ]           |
| Роберт Кристгау | [ 2 ]           |

Down on the Upside — пятый студийный альбом американской рок-группы Soundgarden, был выпущен 21 мая 1996 года на лейбле A&M Records. Это третий альбом группы, записанный вместе с басистом Беном Шефердом. После мирового турне в поддержку своего предыдущего диска, Superunknown (1994), Soundgarden начали работу над новым материалом. Музыка на этой пластинке была заметно менее тяжёлой, чем на предыдущих работах коллектива — музыканты экспериментировали со звучанием.
Альбом дебютировал на 2-й строчке американского чарта Billboard 200 и разошёлся в количестве более 200.000 копий за первую неделю. В поддержку диска были выпущены синглы: «Pretty Noose», «Burden in My Hand», «Blow Up the Outside World» и «Ty Cobb». Группа выступила на фестивале Lollapalooza 96', после чего отправилась в очередное мировое турне. В итоге Down on the Upside стал финальной пластинкой группы на следующие шестнадцать лет, так как напряжённая атмосфера внутри коллектива привела к его распаду в апреле 1997 года. Альбому был присвоен «платиновый» статус в США.

## Список композиций
Слова и музыка всех песен — сочинены Крисом Корнеллом, за исключением отмеченных.
| №                   | Название                    | Текст песни         | Музыка              | Длительность |
| ------------------- | --------------------------- | ------------------- | ------------------- | ------------ |
| 1.                  | «Pretty Noose»              |                     |                     | 4:12         |
| 2.                  | «Rhinosaur»                 |                     | Мэтт Кэмерон        | 3:14         |
| 3.                  | «Zero Chance»               |                     | Бен Шеферд          | 4:18         |
| 4.                  | «Dusty»                     |                     | Шеферд              | 4:34         |
| 5.                  | «Ty Cobb»                   |                     | Шеферд              | 3:05         |
| 6.                  | «Blow Up the Outside World» |                     |                     | 5:46         |
| 7.                  | «Burden in My Hand»         |                     |                     | 4:50         |
| 8.                  | «Never Named»               |                     | Шеферд              | 2:28         |
| 9.                  | «Applebite»                 |                     | Кэмерон             | 5:10         |
| 10.                 | «Never the Machine Forever» | Ким Тайил           | Тайил               | 3:36         |
| 11.                 | «Tighter & Tighter»         |                     |                     | 6:06         |
| 12.                 | «No Attention»              |                     |                     | 4:27         |
| 13.                 | «Switch Opens»              |                     | Шеферд              | 3:53         |
| 14.                 | «Overfloater»               |                     |                     | 5:09         |
| 15.                 | «An Unkind»                 | Шеферд              | Шеферд              | 2:08         |
| 16.                 | «Boot Camp»                 |                     |                     | 2:59         |
| Общая длительность: | Общая длительность:         | Общая длительность: | Общая длительность: | 65:56        |

| №                   | Название                             | Музыка                  | Длительность |
| ------------------- | ------------------------------------ | ----------------------- | ------------ |
| 1.                  | «Jerry Garcia's Finger»              |                         | 3:26         |
| 2.                  | «Karaoke»                            |                         | 6:01         |
| 3.                  | «Bleed Together»                     |                         | 3:54         |
| 4.                  | «Birth Ritual» (original demo)       | Корнелл, Кэмерон, Тайил | 5:50         |
| 5.                  | «Fell on Black Days» (video version) |                         | 5:26         |
| 6.                  | «Dusty» (Moby remix)                 | Корнелл, Шеферд         | 5:07         |
| Общая длительность: | Общая длительность:                  | Общая длительность:     | 29:44        |

## Участники записи
| Soundgarden - Крис Корнелл — вокал, ритм-гитара, мандолина и мандола на «Ty Cobb», фортепиано на «Overfloater» - Мэтт Кэмерон — ударные, перкуссия, moog synthesizer на «Applebite» - Бен Шеферд — бас-гитара, мандолина и мандола на «Ty Cobb», - Ким Тайил — соло-гитара Дополнительные музыканты - Эдам Каспер — фортепиано на «Applebite» Фотографии, дизайн - Ben Marra Studios — «Cinema» фотографии - Helix creative inc, Сиэтл — арт-директор и дизайн - Бен Шефард — фотографии для задней обложки - Кевин Уэстенберг — фотографии | Продюсирование - Мэтт Бэйлз, Сэм Хофстедт — звукоинженеры - Джон Бартон, Том Смардон — ассистенты - Дэвид Коллинз — мастеринг на студии A&M Mastering Studios, Голливуд, Калифорния - Эдам Каспер — сопродюсер, звукоинженер, микширование - Грегг Кеплингер — техник ударника - Дэррелл Питерс — гитарный техник - Soundgarden — продюсирование, микширование Менеджмент - Susan Silver Management — менеджмент |

## Чарты и сертификация
| Хит-парад (1996)          | Высшая позиция |
| ------------------------- | -------------- |
| Australian Albums Chart   | 1              |
| Austrian Albums Chart     | 12             |
| Belgian Albums Chart (Vl) | 18             |
| Belgian Albums Chart (Wa) | 19             |
| Canadian Albums Chart     | 4              |
| Dutch Albums Chart        | 12             |
| German Albums Chart       | 15             |
| Finnish Albums Chart      | 4              |
| French Albums Chart       | 44             |
| Hungarian Albums Chart    | 34             |
| New Zealand Albums Chart  | 1              |
| Norwegian Albums Chart    | 6              |
| Swedish Albums Chart      | 3              |
| Swiss Albums Chart        | 20             |
| UK Albums Chart           | 7              |
| US Billboard 200          | 2              |

| Регион                                                      | Сертификация | Продажи    |
| ----------------------------------------------------------- | ------------ | ---------- |
| Австралия (ARIA)                                            | Платиновый   | 70 000^    |
| Канада (Music Canada)                                       | Платиновый   | 100 000^   |
| Новая Зеландия (RMNZ)                                       | Платиновый   | 15 000^    |
| Великобритания (BPI)                                        | Серебряный   | 60 000*    |
| США (RIAA)                                                  | Платиновый   | 1 000 000^ |
| ^ Данные о тиражах приведены только на основе сертификации. |              |            |

| 1996                                              | «Pretty Noose»              | 4  | 2 | 22 | 43 | 1 | 10 | 18 | 42 | 47 | 14 |
| 1996                                              | «Burden in My Hand»         | 1  | 2 | 57 | 9  | 1 | —  | —  | —  | —  | 33 |
| 1996                                              | «Blow Up the Outside World» | 1  | 8 | 76 | 89 | 2 | —  | —  | —  | —  | 40 |
| 1997                                              | «Rhinosaur»                 | 19 | — | —  | —  | — | —  | —  | —  | —  | —  |
| «—» обозначает, что сингл не попал в данный чарт. |                             |    |   |    |    |   |    |    |    |    |    |